# پگی گو
کیم مین جی (کره‌ای: 김민지؛ زادهٔ ۳ ژوئیه ۱۹۹۱) که با نام پگی گو (انگلیسی: Peggy Gou; ‎/ˌpɛɡi ˈɡuː/‎ PEG-ee GOO) شناخته می‌شود، دی‌جی، خواننده، ترانه‌پرداز و تهیه‌کننده موسیقی اهل کره جنوبی ساکن آلمان است. او پنج آلبوم چندآهنگه از طریق نینجا تون و فونیکا منتشر کرده است. در سال ۲۰۱۹، او ناشر ضبط مستقل خود را به نام گودو رکوردز تأسیس کرد و یک آلبوم گردآوری‌شده به نام دی‌جی کیکس: پگی گو از طریق !کی‌سِوِن رکوردز منتشر کرد. نخستین آلبوم استودیویی او به نام I Hear You در ۷ ژوئن ۲۰۲۴ توسط اکس‌ال رکوردینگز منتشر شد.

## ترانه‌شناسی

### آلبوم‌های استودیویی
| عنوان      | جزئیات                                                                         | بالاترین جایگاه جدول | بالاترین جایگاه جدول | بالاترین جایگاه جدول | بالاترین جایگاه جدول | بالاترین جایگاه جدول | بالاترین جایگاه جدول | بالاترین جایگاه جدول | بالاترین جایگاه جدول |
| عنوان      | جزئیات                                                                         | بلژیک (اف‌ال)         | فرانسه               | لیتوانی              | اسکاتلند             | سوئیس                | بریتانیا             | ایالات متحده هیت.    | ایالات متحده دنس     |
| ---------- | ------------------------------------------------------------------------------ | -------------------- | -------------------- | -------------------- | -------------------- | -------------------- | -------------------- | -------------------- | -------------------- |
| I Hear You | - انتشار: ۷ ژوئن ۲۰۲۴ - ناشر: اکس‌ال - فرمت: سی‌دی، دانلود دیجیتال، استریم، ال‌پی | ۵۵                   | ۱۸۸                  | ۳۷                   | ۵                    | ۸۳                   | ۳۹                   | ۱۵                   | ۱۴                   |

### میکس‌های دی‌جی
| عنوان             | جزئیات                                                                     |
| ----------------- | -------------------------------------------------------------------------- |
| دی‌جی کیکس: پگی گو | - انتشار: ۲۸ ژوئن ۲۰۱۹ - ناشر: !کی۷ میوزیک (K7382EP) - فرمت: ال‌پی، دیجیتال |

### آلبوم‌های چندآهنگه
| عنوان             | جزئیات                                                                    |
| ----------------- | ------------------------------------------------------------------------- |
| هنر جنگ           | - انتشار: ژانویه ۲۰۱۶ - ناشر: ری‌کیدز (ری‌کیدز ۰۸۵) - فرمت: ال‌پی، دیجیتال   |
| هنر جنگ (قسمت دو) | - انتشار: آوریل ۲۰۱۶ - ناشر: ری‌کیدز (ری‌کیدز ۰۸۸) - فرمت: ال‌پی دیجیتال     |
| Seek for Maktoop  | - انتشار: اکتبر ۲۰۱۶ - ناشر: تکنیکالر (تی‌سی‌ال‌آر۰۱۹) - فرمت: ال‌پی، دیجیتال |
| یک بار            | - انتشار: مارس ۲۰۱۸ - ناشر: نینجا تون (زی‌ئی‌ان۱۲۴۸۳) - فرمت: ال‌پی، دیجیتال |
| لحظه              | - انتشار: آوریل ۲۰۱۹ - ناشر: گودو رکوردز (گودو۰۰۱) - فرمت: ال‌پی، دیجیتال  |